# Joaquim Sitjar i Bulcegura
Joaquim Sitjar i Bulcegura (la Bisbal d'Empordà, 1820—1885) fou un escriptor, poeta i advocat que va participar de la Renaixença. Estudià filosofia i es llicencià en dret a la Universitat de Barcelona el 1846. Va obrir un despatx a la Bisbal on treballava d'advocat.
El 1867 fou mantenidor dels Jocs Florals de Barcelona. En aquesta època va començar a publicar a les revistes barcelonines Calendari Català i Lo Gay Saber. A Girona, formà part de l'Associació Literària de la ciutat, de la qual va ser nomenat membre del jurat el 1872. A la Bisbal, formà part (juntament amb el seu germà Joan Sitjar, Josep Vancells i altres personalitats locals) del grup que editava el setmanari El Faro Bisbalense, on publicà diversos articles. Va publicar poemes en diferents revistes, de temàtica amorosa, amb influències de Rubió i Ors, d'imitació de la poesia popular (La nina innocent), brindis patriòtics (A la vera llibertat) i d'exaltació dels poetes provençals (Ja són aquí).
Joaquim Sitjar defensava idees polítiques properes al federalisme. En un article aparegut a El Faro el 1868 afirma que Espanya aniria millor si es transformés en una unió iberista, formada per tres estats: Portugal, Castella i Aragó. Els germans Sitjar eren partidaris d'un catalanisme conservador i treballaven per enaltir la llengua i la cultura catalanes. A més, tenien una devoció especial per Rosalía de Castro, que traduïren al català.